# Élections législatives belges de 1896
Les élections législatives belges de 1896 ont eu lieu le 5 juillet, et ont offert une majorité absolue au Parti catholique à la Chambre des représentants.
|       |                     |                           |                           |                           |
| Parti | Parti               | Chambre des représentants | Chambre des représentants | Chambre des représentants |
| Parti | Parti               | Voix                      | %                         | Sièges                    |
|       | Parti catholique    | 492 541                   | 49,7                      | 111 (+7)                  |
|       | Parti libéral       | 193 563                   | 19,5                      | 13 (-7)                   |
|       | Parti ouvrier belge | 150 260                   | 15,2                      | 28                        |
|       | Autres              | 155 008                   | 15,7                      | 0                         |
|       | Blancs et nuls      | /                         | /                         | /                         |
| Total | Total               | 991 372                   | 100                       | 152                       |